# Észak-Korea megyéi
A Koreai Népi Demokratikus Köztársaság a városokat (28 db) leszámítva 131 területi igazgatási egységre oszlik: 130 megyére (kun) és 1 kerületre (1 csigu (chigu)).

## Csagang(Chagang)
- Csanggang (Changgang) (장강군; 長江郡)
- Csaszong (Chasŏng) (자성군; 慈城郡)
- Csoncshon (Chŏnch'ŏn) (전천군; 前川郡)
- Cshoszan (Ch'osan) (초산군; 楚山郡)
- Csunggang (Chunggang) (중강군; 中江郡)
- Hvaphjong (Hwap'yŏng) (화평군; 和坪郡)
- Kophung (Kop'ung) (고풍군; 古豊郡)
- Rangnim (Rangrim) (랑림군; 狼林郡)
- Rjongnim (Ryongrim) (룡림군; 龍林郡)
- Sidzsung (Sijung) (시중군; 時中郡)
- Szonggan (Sŏnggan) (성간군; 城干郡)
- Szongvon (Songwŏn) (송원군; 松源郡)
- Usi (우시군; 雩時郡)
- Üvon (Wiwŏn) (위원군; 渭原郡)
- Tongsin (동신군; 東新郡)

## Észak-Hamgjong(Hamgyŏng)
- Mjonggan (Myŏnggan) (명간군; 明澗郡)
- Hvade (Hwadae) (화대군; 花臺郡)
- Kildzsu (Kilju) (길주군; 吉州郡)
- Kjongszong (Kyŏngsŏng) (경성군; 鏡城郡)
- Muszan (Musan) (무산군; 茂山郡)
- Mjongcshon (Myŏngch'ŏn) (명천군; 明川郡)
- Onszong (Onsŏng) (온성군; 穩城郡)
- Orang (Ŏrang) (어랑군; 漁郞郡)
- Purjong (Puryŏng) (부령군; 富寧郡)
- Kjongvon (Kyŏngwŏn) (경원군; 慶源郡)
- Kjonghung (Kyŏnghŭng) (경흥군; 慶興郡)
- Jonsza (Yŏnsa) (연사군; 延社郡)

## Dél-Hamgjong(Hamgyŏng)
- Kovon (Kowŏn) (고원군; 高原郡)
- Kumja (Kŭmya) (금야군; 金野郡)
- Kumho (Kŭmho) (금호군; 琴湖郡)
- Tokszong (Tŏksŏng) (덕성군; 德城郡)
- Ragvon (Ragwŏn) (락원군; 樂園郡)
- Rivon (Riwŏn) (리원군; 利原郡)
- Pudzson (Pujŏn) (부전군; 赴戰郡)
- Pukcshong (Pukch'ŏng) (북청군; 北靑郡)
- Szudong (Sudong) (수동군; 水洞郡)
- Sinhung (Sinhŭng) (신흥군; 新興郡)
- Jonggvang (Yŏnggwang) (영광군; 榮光郡)
- Jodok (Yodŏk) (요덕군; 耀德郡)
- Csangdzsin (Changjin) (장진군; 長津郡)
- Csongphjong (Chŏngp'yŏng) (정평군; 定平郡)
- Hamdzsu (Hamju) (함주군; 咸州郡)
- Hocshon (Hŏch'ŏn) (허천군; 虛川郡)
- Hongvon (Hongwŏn) (홍원군; 洪原郡)

## Észak-Hvanghe(Hwanghae)
- Kokszan (Koksan) (곡산군; 谷山郡)
- Kumcshon (Kŭmch'ŏn) (금천군; 金川郡)
- Rinszan (Rinsan) (린산군; 麟山郡)
- Pongszan (Pongsan) (봉산군; 鳳山郡)
- Szangvon (Sangwŏn) (상원군; 祥原郡)
- Szohung (Sŏhŭng) (서흥군; 瑞興郡)
- Szuan (Suan) (수안군; 遂安郡)
- Szungho (Sŭngho) (승호군; 勝湖郡)
- Singje (Sin'gye) (신계군; 新溪郡)
- Sinphjong (Sinp'yŏng) (신평군; 新坪郡)
- Thoszan (T'osan) (토산군; 兎山郡)
- Phjongszan (P'yŏngsan) (평산군; 平山郡)
- Hvangdzsu (Hwangju) (황주군; 黃州郡)
- Jonszan (Yŏnsan) (연산군; 延山郡)
- Jonthan (Yŏnt'an) (연탄군; 燕灘郡)
- Unpha (Ŭnp'a) (은파군; 銀波郡)
- Csunghva (Chunghwa) (중화군; 中和郡)

## Dél-Hvanghe(Hwanghae)
- Kangnjong (Kangryŏng) (강령군; 康翎郡)
- Kvail (Kwail) (과일군; 果일郡)
- Rjongjon (Ryongyŏn) (룡연군; 龍淵郡)
- Pjokszong (Pyŏksŏng) (벽성군; 碧城郡)
- Pongcshon (Pongch'ŏn) (봉천군; 鳳泉郡)
- Pecshon (Paech'ŏn) (배천군; 白川郡)
- Szamcshon (Samch'ŏn) (삼천군; 三泉郡)
- Szonghva (Songhwa) (송화군; 松禾郡)
- Sincshon (Sinch'ŏn) (신천군; 信川郡)
- Sinvon (Sinwŏn) (신원군; 新院郡)
- Csangjon (Changyŏn) (장연군; 長淵郡)
- Cserjong (Chaeryŏng) (재령군; 載寧郡)
- Cshongdan (Ch'ŏngdan) (청단군; 靑丹郡)
- Thethan (T'aet'an) (태탄군; 苔灘郡)
- Anak (안악군; 安岳郡)
- Jonan (Yŏnan) (연안군; 延安郡)
- Ongdzsin (Ongjin) (옹진군; 瓮津郡)
- Ulljul (Ŭnryul) (은률군; 殷栗郡)
- Uncshon (Ŭnch'ŏn) (은천군; 銀泉郡)

## Kangvon(Kangwŏn)
- Koszan (Kosan) (고산군; 高山郡)
- Koszong (Kosŏng) (고성군; 高城郡)
- Kumgang (Kŭmgang) (금강군; 金剛郡)
- Kimhva (Kimhwa) (김화군; 金化郡)
- Poptong (Pŏptong) (법동군; 法洞郡)
- Szepho (Sep'o) (세포군; 洗浦郡)
- Anbjon (Anbyŏn) (안변군; 安邊郡)
- Icshon (Ich'ŏn) (이천군; 伊川郡)
- Cshangdo (Ch'angdo) (창도군; 昌道郡)
- Cshonne (Ch'ŏnnae) (천내군; 川內郡)
- Cshorvon (Ch'ŏrwŏn) (철원군; 鐵原郡)
- Thongcshon (T'ongch'ŏn) (통천군; 通川郡)
- Phangjo (P'an'gyo) (판교군; 板橋郡)
- Phjonggang (P'yŏnggang) (평강군; 平康郡)
- Höjang (Hoeyang) (회양군; 淮陽郡)

## Észak-Phjongan(P'yŏngan)
- Kudzsang (Kujang) (구장군; 球場郡)
- Kvakszan (Kwaksan) (곽산군; 郭山郡)
- Njongbjon (Nyŏngbyŏn) (녕변군; 寧邊郡)
- Tongnim (Tongrim) (동림군; 東林郡)
- Tongcshang (Tongch'ang) (동창군; 東倉郡)
- Tegvan (Taegwan) (대관군; 大館郡)
- Rjongcshon (Ryongch'ŏn) (룡천군; 龍川郡)
- Pakcshon (Pakch'ŏn) (박천군; 博川郡)
- Pjoktong (Pyŏktong) (벽동군; 碧潼郡)
- Szakcsu (Sakchu) (삭주군; 朔州郡)
- Szoncshon (Sŏnch'ŏn) (선천군; 宣川郡)
- Sindo (신도군; 薪島郡)
- Cshangszong (Ch'angsŏng) (창성군; 昌城郡)
- Cshonma (Ch'ŏnma) (천마군; 天摩郡)
- Csholszan (Ch'ŏlsan) (철산군; 鐵山郡)
- Tecshon (T'aech'ŏn) (태천군; 泰川郡)
- Phihjon (P'ihyŏn) (피현군; 被峴郡)
- Hjangszan (Hyangsan) (향산군; 香山郡)
- Jomdzsu (Yŏmju) (염주군; 鹽州郡)
- Unszan (Unsan) (운산군; 雲山郡)
- Undzson (Unjŏn) (운전군; 雲田郡)
- Idzsu (Ŭiju) (의주군; 義州郡)

## Dél-Phjongan(P'yŏngan)
- Njongvon (Nyŏngwŏn) (녕원군; 寧遠郡)
- Tedong (Taedong) (대동군; 大同郡)
- Tehung (Taehŭng) (대흥군; 大興郡)
- Mundok (Mundŏk) (문덕군; 文德郡)
- Mengszan (Maengsan) (맹산군; 孟山郡)
- Pukcshang (Pukch'ang) (북창군; 北倉郡)
- Szongcshon (Sŏngch'ŏn) (성천군; 成川郡)
- Szukcshon (Sukch'ŏn) (숙천군; 肅川郡)
- Sinjang (Sinyang) (신양군; 新陽郡)
- Csungszan (Chŭngsan) (증산군; 甑山郡)
- Cshongnam (Ch'ŏngnam) (청남군; 淸南郡)
- Phjongvon (P'yŏngwŏn) (평원군; 平原郡)
- Höcshang (Hoech'ang) (회창군; 檜倉郡)
- Jangdok (Yangdŏk) (양덕군; 陽德郡)
- Unszan (Ŭnsan) (은산군; 殷山郡)

## Rjanggang(Ryanggang)
- Kapszan (Kapsan) (갑산군; 甲山郡)
- Kim Dzsongszuk (Kim Jŏng-suk) megye (김정숙군; 金正淑郡)
- Kim Hjonggvon (Kim Hyŏng-gwŏn) megye (김형권군; 金亨權郡)
- Kim Hjongdzsik (Kim Hyŏng-jik) megye (김형직군; 金亨稷郡)
- Tehongdan (Taehongdan) (대홍단군; 大紅湍郡)
- Pocshon (Poch'ŏn) (보천군; 普天郡)
- Pegam (Paegam) (백암군; 白岩郡)
- Szamszu (Samsu) (삼수군; 三水郡)
- Phungszo (P'ungsŏ) (풍서군; 豊西郡)
- Unhung (Unhŭng) (운흥군; 雲興郡)